# Suslic de Townsend
El suslic de Townsend (Urocitellus townsendii) és una espècie de rosegador esciüromorf de la família dels esciúrids. Es troba en els matolls alts del desert en diverses àrees dels Estats Units.

## Distribució
El suslic de Townsend es troba a la Gran Conca i la Columbia Plateau. El seu abast inclou el centre-sud de Washington, l'est d'Oregon, el sud d'Idaho, la part occidental de Utah, la major part de Nevada, i l'extrem oriental de Califòrnia. Les subespècies estan distribuïdes de la següent manera:
- Urocitellus townsendii artemesiae – centre-sud d'Idaho
- U. t. canus – est d'Oregon; npart nord-est de Califòrnia; part nord-est de Nevada
- U. t. idahoensis – part sud-oest d'Idaho
- U. t. mollis – est de Califòrnia; al sud-est d'Oregon; Idaho meridional; Utah occidental; Nevada; subespècie amb més àmplia distribució
- U. t. nancyae – centre-sud de Washington
- U. t. townsendii – centre-sud de Washington
- U. t. vigilis – terres baixes del Snake River Canyon al centre-est d'Oregon i centre-oest d'Idaho